# HAProxy

HAProxyは、TCPとHTTPベースのアプリケーションのためにリクエストを複数のサーバーに分散させる、高可用なロードバランサーおよびプロキシサーバーを提供するフリーかつオープンソースなソフトウェアである。Cで書かれており、CPUとメモリ利用率の点で、高速で効率がよいと評価されている。
HAProxyは、GoDaddy、GitHub、Bitbucket、 Stack Overflow、Reddit、Slack、Speedtest.net、Tumblr、Twitter、Tuenti など、多数の著名なウェブサイトで使用されている。また、Amazon Web ServicesのOpsWorks製品で使用されている。

## 歴史
HAProxyは2000年に、LinuxカーネルのコントリビュータであるWilly Tarreauによって書かれた。Tarreauは、現在でもプロジェクトのメンテナンスを続けている。
2013年、ソフトウェアの開発とオープンソースコミュニティからのコントリビューションを継続させるために、HAProxy Technologies, LLCという会社が設立された。この会社は、商用のHAProxy Enterpriseと、ALOHAという名前のアプリケーションベースのApplication delivery controllerを提供している。また、技術サポートとHAProxyの機能を拡張する追加モジュールも提供している。

## 機能
HAProxyには以下のような機能がある:
- Layer 4（TCP）およびLayer 7（HTTP）でのロードバランス
- URLのrewrite（英語版）
- レート制限（英語版）
- SSL/TLS termination
- Gzip圧縮
- Proxy Protocolのサポート
- ヘルスチェック
- コネクションとHTTPメッセージのログ
- HTTP/2[17]
- マルチスレッド
- Hitless Reloads[18]
- gRPCのサポート[19]
- LuaおよびSPOEのサポート
- APIのサポート
- Layer 4でのリトライ
- 簡易的なサーキットブレーカー

## 性能
デュアルコアのOpteronまたはXeonプロセッサを搭載したサーバーでは、Linux環境では一般に15000から40000ヒット/sを達成でき、2 Gbit/sの接続が問題なく飽和する。

## 類似のソフトウェア
- Nginx
- Hipache（英語版）
- Gearman（英語版）
- Pound（英語版）